# Smack That
Smack That è un brano del cantante statunitense Akon, pubblicato come primo singolo estratto dall'album Konvicted del 2006. In collaborazione con il rapper Eminem (che figura anche come produttore), il brano ha debuttato alla 95ª posizione di Billboard Hot 100 il 26 settembre 2006. Ha anche stabilito un record nella sua seconda settimana, balzando di 88 posizioni, ossia dalla 95ª alla 7ª. Successivamente la canzone la raggiunto la 2ª posizione. Al 20 ottobre 2006 Smack That ha raggiunto la prima posizione tra i brani più scaricati di iTunes.

## Video musicale
Il video è ispirato al film 48 ore, è interpretato dallo stesso Akon e riguarda il recupero d'una ragazza. Ambientato di sera, inizia con la visione, dal buio della camera, del carcerato Akon che intona la canzone in bassofondo, come per rilassarsi; ha un berretto scuro sul capo e un walk-man per le mani, seduto su un letto davanti a delle sbarre massicce. Nel frattempo viene raggiunto da un poliziotto, il quale gli getta una foto nella quale è ritratta una bellissima ragazza dal viso ovale e occhi a mandorla, con capelli biondi e riccioluti. Il giovane s'incuriosisce e gli viene dato il compito di rintracciarla insieme all'agente. A questo punto inizia la ricerca, l'ex prigioniero la cerca in un pub mentre il partner si lascia sedurre da alcune donne, presumibilmente prostitute, all'interno del locale. Queste scene sono alternate a quelle del cantante che viene visto in primo piano, o a figura intera mentre canta davanti a una Lamborghini Gallardo argentata su una strada deserta e scura. Il video continua con Akon che chiede della ragazza al barista (la donna lavorava nel locale) ma lui gli dice di non averla mai vista. Intanto viene circondato da alcune ragazze alle quali sfugge, che però seducono il collega. Eminem, co-protagonista del video, inizia la sua parte. Akon allora approfitta della situazione per scorgere per primo, tra le astanti, proprio la donna della sua ricerca. Vestita d'un abito nero con uno scollo a "V", questa con stacchi in nero della camera fugge da lui, voltandosi a stacchi dell'obiettivo che la riprende in un corridoio frequentato da altre fanciulle. Akon raggiunge il corridoio ma le altre ragazze lo tastano con movenze sensuali, ma tra uno stacco e l'altro l'uomo entra in una stanza dove c'è il proprietario del pub seduto dietro ad una scrivania, e la giovane che si volta verso il salvatore, non prima di aver premuto un tasto dell'allarme generale. Lui però, non contento, prende una sedia e la schianta contro una vetrata all'interno, fracassandola in mille pezzi. Poi prende la ragazza e fugge, seguito dagli occhi esterrefatti dell'agente di polizia, il quale prende la giacca e si dirige verso l'uscita. Ma Akon è già alla guida della Lamborghini vista prima allontanandosi con una retromarcia, mentre il partner esce con un'espressione di meraviglia. Le ultime due scene figurano la macchina che s'allontana davanti all'agente visto di spalle, e Akon ripreso in primo piano che ride guardando lo spettatore. L'ultima scena è la veduta dei palazzi da una telecamera che guarda verso il cielo, con il rombo del motore dell'auto. Nel corso del video, appare Eminem vestito con una maglietta verde a mezze maniche, un cappello e una collana di diamanti con una pesante "P" come ciondolo (in onore all'amico defunto: Proof). Le sue scene sono inframmezzate con quelle delle donne all'interno del pub.

## Tracce
1. "Smack That" (featuring Eminem)
2. "Miss Melody" (con Miri Ben-Ari)
3. "Senegal"
4. "Smack That" (featuring Eminem) (video)

## Classifiche

### Classifiche settimanali
| Classifica (2006) | Posizione massima |
| ----------------- | ----------------- |
| Australia         | 2                 |
| Austria           | 9                 |
| Belgio (Fiandre)  | 3                 |
| Belgio (Vallonia) | 4                 |
| Danimarca         | 14                |
| Finlandia         | 3                 |
| Francia           | 4                 |
| Germania          | 5                 |
| Irlanda           | 3                 |
| Italia            | 30                |
| Nuova Zelanda     | 1                 |
| Norvegia          | 1                 |
| Paesi Bassi       | 10                |
| Regno Unito       | 1                 |
| Repubblica Ceca   | 3                 |
| Romania           | 1                 |
| Sudafrica         | 1                 |
| Svezia            | 3                 |
| Svizzera          | 3                 |
| Stati Uniti       | 2                 |